# Lista de emissoras de televisão mais antigas em atividade no Brasil
Este é um compilado de emissoras mais antigas da televisão no Brasil em exibição ininterrupta. Algumas emissoras desta lista tiveram um lançamento mais antigo, mas passaram por hiatos. Por isso, é considerado apenas a data em que a emissora foi ao ar e é exibida até hoje de maneira contínua.

## 1953 a 1960
| Estreia                | Emissora           | Rede atual | Proprietário(s)                                             | Observações |
| ---------------------- | ------------------ | ---------- | ----------------------------------------------------------- | --- |
| 14 de março de 1952    | TV Globo São Paulo | TV Globo   | Grupo Globo                                                 | Lançada como TV Paulista, é co-geradora da TV Globo juntamente com a TV Globo Rio de Janeiro. |
| 27 de setembro de 1953 | Record São Paulo   | Record     | Grupo Record                                                | Geradora da Rede Record, foi a quarta emissora de televisão lançada no Brasil. Antes dela, a TV Tupi São Paulo e a TV Tupi Rio de Janeiro, co-geradoras da Rede Tupi, foram inauguradas em 18 de setembro de 1950 e 20 de janeiro de 1951, respectivamente. A TV Paulista foi inaugurada em 14 de março de 1952. |
| 21 de abril de 1960    | TV Brasília        | RedeTV!    | Diários Associados (50%) e Organizações Paulo Octávio (50%) | Lançada no mesmo dia da fundação de Brasília, é a emissora de TV mais antiga ainda em operação do Distrito Federal e da Região Centro-Oeste do Brasil. Estrearam no mesmo dia e no mesmo lugar as extintas TV Alvorada e TV Nacional.                                                                            |
| 18 de junho de 1960    | TV Jornal          | SBT        | Sistema Jornal do Commercio de Comunicação                  | Emissora de TV mais antiga ainda em operação em Pernambuco e na Região Nordeste do Brasil. |
| 1º de agosto de 1960   | TV TEM Bauru       | TV Globo   | TV TEM                                                      | Lançada como TV Bauru, foi adquirida pelas Organizações Globo (atual Grupo Globo) e revendida para o empresário José Hawilla. |
| 20 de setembro de 1960 | TV Cultura         | TV Cultura | Fundação Padre Anchieta                                     | |
| 29 de outubro de 1960  | RPC Curitiba       | TV Globo   | GRPCOM                                                      | Lançada como TV Paranaense, é a cabeça de rede da RPC e a emissora de TV mais antiga ainda em operação no Paraná e na Região Sul do Brasil. |
| 19 de novembro de 1960 | Record Bahia       | Record     | Grupo Record                                                | Lançada como TV Itapoan, é a emissora de TV mais antiga em atividade na Bahia. |
| 19 de dezembro de 1960 | CNT Curitiba       | CNT        | Organizações Martinez                                       | Lançada como TV Paraná, é a geradora da Central Nacional de Televisão. |

## 1961 a 1965
| Estreia                | Emissora                   | Rede atual | Proprietário(s)                   | Observações |
| ---------------------- | -------------------------- | ---------- | --------------------------------- | --- |
| 7 de setembro de 1961  | Record Goiás               | Record     | Grupo Record                      | Lançada como TV Rádio Clube, é a emissora de TV mais antiga em atividade em Goiás. |
| 8 de setembro de 1961  | TV Vitória                 | Record     | Grupo Buaiz                       | Inaugurada no aniversário de 410 anos da capital capixaba, Vitória, é a emissora de TV mais antiga em atividade no Espírito Santo.                                                                                                  |
| 13 de março de 1962    | TV Alterosa Belo Horizonte | SBT        | Diários Associados                | Emissora de TV mais antiga em atividade em Minas Gerais e cabeça de rede da Rede Alterosa. |
| 29 de dezembro de 1962 | RBS TV Porto Alegre        | TV Globo   | Grupo RBS                         | Lançada como TV Gaúcha, é a cabeça de rede da RBS TV e a emissora de TV mais antiga ainda em operação no Rio Grande do Sul. |
| 21 de setembro de 1963 | RPC Londrina               | TV Globo   | GRPCOM                            | Lançada como TV Coroados, foi vendida ao GRPCOM em outubro de 1979. |
| 24 de outubro de 1963  | TV Anhanguera Goiânia      | TV Globo   | Grupo Jaime Câmara                | É a cabeça de rede da Rede Anhanguera. Curiosidade: a emissora foi responsável pela geração de imagens diretamente de Brasília da cerimônia de outorga das emissoras componentes do SBT e da Rede Manchete em 19 de agosto de 1981. |
| 9 de novembro de 1963  | TV Difusora São Luís       | SBT        | Sistema Difusora de Comunicação   | Emissora de TV mais antiga em atividade no Maranhão e cabeça de rede da Rede Difusora. |
| 1º de maio de 1964     | TV Integração Uberlândia   | TV Globo   | Rede Integração                   | Lançada como TV Triângulo, é a cabeça de rede da Rede Integração. |
| 26 de abril de 1965    | TV Globo Rio de Janeiro    | TV Globo   | Grupo Globo                       | Emissora de TV mais antiga em atividade no Rio de Janeiro e co-geradora da TV Globo juntamente com a TV Globo São Paulo. |
| 25 de dezembro de 1965 | TV Morena                  | TV Globo   | Rede Matogrossense de Comunicação | Emissora de TV mais antiga em atividade no Mato Grosso do Sul. |

## 1966 a 1970
| Estreia                 | Emissora                          | Rede atual        | Proprietário(s)                    | Observações |
| ----------------------- | --------------------------------- | ----------------- | ---------------------------------- | --- |
| 14 de março de 1966     | TV Borborema                      | SBT               | Grupo Norte de Comunicação         | Emissora de TV mais antiga em atividade na Paraíba. |
| 13 de fevereiro de 1967 | TV Centro América                 | TV Globo          | Rede Matogrossense de Comunicação  | Com o desmembramento de Mato Grosso do Sul, passou a ser a emissora de TV mais antiga em atividade do atual estado de Mato Grosso.                                                                |
| 2 de março de 1967      | TV Bandeirantes Minas             | Rede Bandeirantes | Grupo Bandeirantes de Comunicação  | Lançada como TV Vila Rica, foi adquirida pelo Grupo Bandeirantes de Comunicação em 7 de dezembro de 1975.                                                                                         |
| 27 de março de 1967     | Boas Novas Belém                  | Boas Novas        | Fundação Boas Novas                | Lançada como TV Guajará, foi adquirida pela Rede Boas Novas em 15 de março de 1995. É a emissora de TV mais antiga em atividade no Pará e da Região Norte do Brasil.                              |
| 13 de maio de 1967      | TV Bandeirantes São Paulo         | Rede Bandeirantes | Grupo Bandeirantes de Comunicação  | É a cabeça de rede da Rede Bandeirantes. |
| 27 de dezembro de 1967  | TV Iguaçu                         | SBT               | Rede Massa                         | É a cabeça de rede da Rede Massa. |
| 5 de fevereiro de 1968  | TV Globo Minas                    | TV Globo          | Grupo Globo                        | |
| 22 de novembro de 1968  | TV Universitária (Recife)         | TV Brasil         | Universidade Federal de Pernambuco | Primeira emissora de TV educativa do Brasil. |
| 22 de fevereiro de 1969 | RBS TV Caxias do Sul              | TV Globo          | Grupo RBS                          | Lançada como TV Caxias, passou a chamar-se pelo nome atual em 1983. |
| 15 de março de 1969     | TV Aratu                          | SBT               | Grupo Aratu                        | |
| 26 de julho de 1969     | TV Tibagi                         | SBT               | Rede Massa                         | |
| 1º de setembro de 1969  | NSC TV Blumenau                   | TV Globo          | NSC Comunicação                    | Lançada como TV Coligadas, foi adquirida pelo Grupo RBS e revendida para o empresário Carlos Sanchez. É a emissora de TV mais antiga em atividade em Santa Catarina.                              |
| 5 de setembro de 1969   | Boas Novas Amazonas               | Boas Novas        | Fundação Boas Novas                | Lançada como TV Ajuricaba, entrou no ar em caráter experimental em 31 de dezembro de 1968. É a emissora de TV mais antiga em atividade no Amazonas.                                               |
| 10 de outubro de 1969   | TV Bandeirantes Rio Grande do Sul | Rede Bandeirantes | Grupo Bandeirantes de Comunicação  | Lançada como TV Difusora, foi adquirida pelo Grupo Bandeirantes de Comunicação em 30 de junho de 1980.                                                                                            |
| 13 de dezembro de 1969  | RBS TV Santa Maria                | TV Globo          | Grupo RBS                          | Lançada como TV Imembuí, foi repassada ao empresário Maurício Sirotsky Sobrinho em 1973 e integrada ao Grupo RBS.                                                                                 |
| 20 de janeiro de 1970   | TV Gazeta                         | TV Gazeta         | Fundação Cásper Líbero             | |
| 31 de janeiro de 1970   | TV Verdes Mares                   | TV Globo          | Sistema Verdes Mares               | Emissora de TV mais antiga em atividade no Ceará. |
| 31 de maio de 1970      | Record News Santa Catarina        | Record News       | Grupo Record                       | Lançada como TV Cultura, a emissora foi adquirida em 1995 pela Central Record de Comunicação (atualmente Grupo Record) com a extinção da Rede de Comunicações Eldorado e é operada pelo Grupo ND. |
| 4 de outubro de 1970    | TV Morena Corumbá                 | TV Globo          | Rede Matogrossense de Comunicação  | Lançada como TV Cidade Branca, mudou sua identificação para o nome atual em 2008. |

## 1971 a 1975
| Estreia                | Emissora                             | Rede atual        | Proprietário(s)                             | Observações |
| ---------------------- | ------------------------------------ | ----------------- | ------------------------------------------- | --- |
| 21 de abril de 1971    | TV Globo Brasília                    | TV Globo          | Grupo Globo                                 | Lançada quando Brasília completava 11 anos de fundação. |
| 15 de setembro de 1971 | Record Rio Preto                     | Record            | Grupo Record                                | Lançada como TV Rio Preto, a emissora foi vendida à Record São Paulo em 1978 e adquirida por Edir Macedo em 1989 para a formação da Rede Record. |
| 15 de novembro de 1971 | TV Sergipe                           | TV Globo          | Grupo Sergipe de Comunicação                | Emissora de TV mais antiga em atividade em Sergipe. |
| 17 de abril de 1972    | RPC Ponta Grossa                     | TV Globo          | GRPCOM                                      | Lançada como TV Esplanada, a emissora foi adquirida em 1992 pelo GRPCOM e passou a chamar-se pelo nome atual em 2014. |
| 22 de abril de 1972    | TV Globo Pernambuco                  | TV Globo          | Grupo Globo                                 | |
| 30 de abril de 1972    | RBS TV Erechim                       | TV Globo          | Grupo RBS                                   | Lançada como TV Erechim, passou a chamar-se pelo nome atual em 1983. |
| 2 de junho de 1972     | TV A Crítica                         | independente      | Rede Calderaro de Comunicação               | Lançada como TV Baré, passou a chamar-se pelo nome atual após a compra da emissora pelo jornalista Umberto Calderaro Filho, então dono do jornal A Crítica. |
| 9 de junho de 1972     | TV Bandeirantes Triângulo            | Rede Bandeirantes | Grupo Bandeirantes de Comunicação           | Lançada como TV Uberaba, foi a primeira emissora de TV do município homônimo. Passou a chamar-se TV Regional em 1987 e foi adquirida pelo Grupo Bandeirantes de Comunicação em 2008, ganhando o nome atual no ano seguinte.                                                                                     |
| 5 de julho de 1972     | RBS TV Pelotas                       | TV Globo          | Grupo RBS                                   | Lançada como TV Tuiuti, passou a chamar-se pelo nome atual em 1979. |
| 2 de dezembro de 1972  | TV Universitária Rio Grande do Norte | TV Brasil         | Universidade Federal do Rio Grande do Norte | Emissora de TV mais antiga em atividade no Rio Grande do Norte. |
| 3 de dezembro de 1972  | TV Clube (Teresina)                  | TV Globo          | Sistema Clube de Comunicação                | Emissora de TV mais antiga em atividade no Piauí. |
| 2 de abril de 1974     | RBS TV Uruguaiana                    | TV Globo          | Grupo RBS                                   | Lançada como TV Uruguaiana, passou a chamar-se pelo nome atual em 1983. |
| 13 de setembro de 1974 | Rede Amazônica Porto Velho           | TV Globo          | Grupo Rede Amazônica                        | Lançada como TV Rondônia, é a emissora de TV mais antiga em atividade em Rondônia. |
| 16 de outubro de 1974  | Rede Amazônica Rio Branco            | TV Globo          | Grupo Rede Amazônica                        | Lançada como TV Acre, a emissora gerou suas primeiras imagens no mês de junho, transmitindo as partidas da Copa do Mundo de 1974. É a emissora de TV mais antiga em atividade no Acre. |
| 25 de janeiro de 1975  | Rede Amazônica Macapá                | TV Globo          | Grupo Rede Amazônica                        | Lançada como TV Amapá pelo então Governo do Território Federal do Amapá, a emissora gerou suas primeiras imagens transmitindo as partidas da Copa do Mundo de 1974, voltando ao ar em janeiro de 1975 após ser adquirida pelo Grupo Rede Amazônica. É a emissora de TV mais antiga em atividade no Amapá.       |
| 29 de janeiro de 1975  | Rede Amazônica Boa Vista             | TV Globo          | Grupo Rede Amazônica                        | Lançada como TV Roraima pelo então Governo do Território Federal de Roraima, a emissora gerou suas primeiras imagens transmitindo as partidas da Copa do Mundo de 1974, voltando ao ar em janeiro de 1975 após ser adquirida pelo Grupo Rede Amazônica. É a emissora de TV mais antiga em atividade em Roraima. |
| 1º de maio de 1975     | TV Brasil Central                    | TV Cultura        | Governo do Estado de Goiás                  | |
| 17 de maio de 1975     | TV Atalaia                           | Record            | Sistema Atalaia de Comunicação              | A emissora seria lançada experimentalmente em 19 de outubro de 1974, mas foi atingida por um incêndio quatro dias antes, atrasando o cronograma de inauguração. |
| 25 de setembro de 1975 | RPC Maringá                          | TV Globo          | GRPCOM                                      | Lançada como TV Cultura de Maringá, a emissora chamou-se RPC TV Cultura em 2000, RPC TV Maringá em 2010, e passou a chamar-se pelo nome atual em 2014. |
| 27 de setembro de 1975 | TV Gazeta de Alagoas                 | TV Globo          | Organização Arnon de Mello                  | Emissora de TV mais antiga em atividade em Alagoas. |

## 1976 a 1980
| Estreia                 | Emissora                       | Rede atual               | Proprietário(s)                       | Observações |
| ----------------------- | ------------------------------ | ------------------------ | ------------------------------------- | --- |
| 27 de abril de 1976     | TV Liberal Belém               | TV Globo                 | Grupo Liberal                         | |
| 11 de setembro de 1976  | TV Gazeta Vitória              | TV Globo                 | Rede Gazeta de Comunicações           | |
| 10 de dezembro de 1976  | TV Anhanguera Araguaína        | TV Globo                 | Grupo Jaime Câmara                    | Com o desmembramento de Goiás, passou a ser a emissora de TV mais antiga em atividade do estado de Tocantins. |
| 17 de janeiro de 1977   | TV Altamira                    | Rede Brasil de Televisão | Prefeitura Municipal de Altamira      | Se a criação do estado do Tapajós fosse aprovada no plebiscito sobre a divisão do estado do Pará em 2011, a emissora seria a mais antiga em atividade na nova unidade federativa. |
| 19 de janeiro de 1977   | RBS TV Bagé                    | TV Globo                 | Grupo RBS                             | Lançada como TV Bagé, passou a chamar-se pelo nome atual em 1983. |
| 9 de setembro de 1977   | TV Bandeirantes Rio de Janeiro | Rede Bandeirantes        | Grupo Bandeirantes de Comunicação     | Lançada como TV Guanabara, o primeiro sinal de teste da emissora foi ao ar em 7 de julho de 1977 (7/7/77). |
| 26 de outubro de 1977   | RBS TV Rio Grande              | TV Globo                 | Grupo RBS                             | Lançada como TV Rio Grande, passou a chamar-se pelo nome atual em 1983. |
| 20 de dezembro de 1977  | TV Anhanguera Gurupi           | TV Globo                 | Grupo Jaime Câmara                    | Com a implantação do estado do Tocantins e pela proximidade geográfica com a capital, a emissora tornou-se a cabeça de rede para o novo estado em 1991, deixando a função em 2005 com a inauguração da TV Anhanguera Palmas, que assumiu a condição de cabeça de rede. |
| 26 de abril de 1978     | TV Brasil Oeste                | Rede Brasil de Televisão | Grupo Futurista de Comunicação        | |
| 28 de junho de 1978     | TV Paranaíba                   | Record                   | Grupo Paranaíba                       | |
| 25 de julho de 1978     | TV Bandeirantes Rio Interior   | Rede Bandeirantes        | Grupo Bandeirantes de Comunicação     | A primeira emissora de televisão do interior fluminense foi lançada como TV Sul Fluminense pelo político e empresário Feres Nader e desde o início era afiliada à Rede Bandeirantes. Foi vendida em 2004 para o empresário Domingo Alzugaray e revendida em 2007 ao Grupo Bandeirantes de Comunicação, passando a se chamar TV Bandeirantes Barra Mansa, renomeada em 2012 para TV Bandeirantes Rio Interior. |
| 30 de agosto de 1978    | TV Cidade (Fortaleza)          | Record                   | Grupo Cidade de Comunicação           | Lançada como TV Uirapuru, passou a chamar-se pelo nome atual em junho de 1981. |
| 10 de outubro de 1978   | NSC TV Criciúma                | TV Globo                 | NSC Comunicação                       | Lançada como TV Eldorado, a emissora foi adquirida em 1995 pelo Grupo RBS com a extinção da Rede de Comunicações Eldorado e revendida em 2017 ao Grupo NC. |
| 1º de fevereiro de 1979 | TV Tarobá Cascavel             | Rede Bandeirantes        | Grupo Tarobá                          | Primeira emissora de televisão do oeste paranaense, é a mais antiga afiliada a Rede Bandeirantes atualmente. |
| 15 de março de 1979     | CNT Tropical                   | CNT                      | Organizações Martinez                 | Lançada como TV Tropical, passou a chamar-se pelo nome atual em 2017. |
| 1º de maio de 1979      | NSC TV Florianópolis           | TV Globo                 | NSC Comunicação                       | Lançada como TV Catarinense pelo Grupo RBS, passou a chamar-se RBS TV Florianópolis em 1983. Em 2017 a emissora ganhou a denominação atual após ser vendida ao Grupo NC, do empresário Carlos Sanchez. |
| 26 de maio de 1979      | TV Tapajós                     | TV Globo                 | Sistema Tapajós de Comunicação        | |
| 1º de julho de 1979     | RBS TV Cruz Alta               | TV Globo                 | Grupo RBS                             | Lançada como TV Cruz Alta, passou a chamar-se pelo nome atual em 1983. |
| 9 de julho de 1979      | Record Interior SP             | Record                   | Grupo Record                          | Lançada como TV Imperador, a emissora foi vendida à Record São Paulo em 1981 e adquirida por Edir Macedo em 1989 para a formação da Rede Record. |
| 1º de outubro de 1979   | EPTV Campinas                  | TV Globo                 | Grupo EP                              | Lançada como TV Campinas, passou a chamar-se pelo nome atual em 1989. |
| 14 de abril de 1980     | TV Integração Juiz de Fora     | TV Globo                 | Rede Integração                       | Lançada como TV Globo Juiz de Fora, a emissora passou a chamar-se TV Panorama em 1998 e teve 50% de suas ações adquirida em 2007 pela Rede Integração, que comprou os 50% restantes em 2012 e renomeou a emissora com a sua identificação atual. |
| 28 de maio de 1980      | RBS TV Passo Fundo             | TV Globo                 | Grupo RBS                             | Lançada como TV Umbu, passou a chamar-se pelo nome atual em 1983. |
| 14 de julho de 1980     | TV Pampa Porto Alegre          | RedeTV!                  | Rede Pampa de Comunicação             | |
| 7 de setembro de 1980   | RIC TV Londrina                | Record                   | Grupo RIC                             | Lançada como TV Vanguarda, a emissora foi vendida ao empresário Mário Petrelli, dando início ao Sistema Sul de Comunicação (atual Grupo RIC). |
| 17 de setembro de 1980  | TV Anhanguera Anápolis         | TV Globo                 | Grupo Jaime Câmara                    | Lançada como TV Tocantins, passou a chamar-se pelo nome atual em 24 de outubro de 2012. |
| 11 de outubro de 1980   | SBT MS                         | SBT                      | Fundação Internacional de Comunicação | Lançada como TV Campo Grande, a emissora foi adquirida em setembro de 2011 pela Fundação Internacional de Comunicação, proprietária da Rede Internacional de Televisão (RIT). |
| 12 de outubro de 1980   | EPTV Ribeirão                  | TV Globo                 | Grupo EP                              | Lançada como TV Ribeirão, passou a chamar-se pelo nome atual em 1989. |